# Carl Paul Dollmann
Carl Paul Dollmann (geboren 20. April 1852 in Hamburg; gestorben 13. November 1907 ebenda) war ein hanseatischer Kaufmann, Mitinhaber der Kolonialgesellschaft Jantzen & Thormählen und seit 1886 königlich-bayerischer General-Konsul in Hamburg.

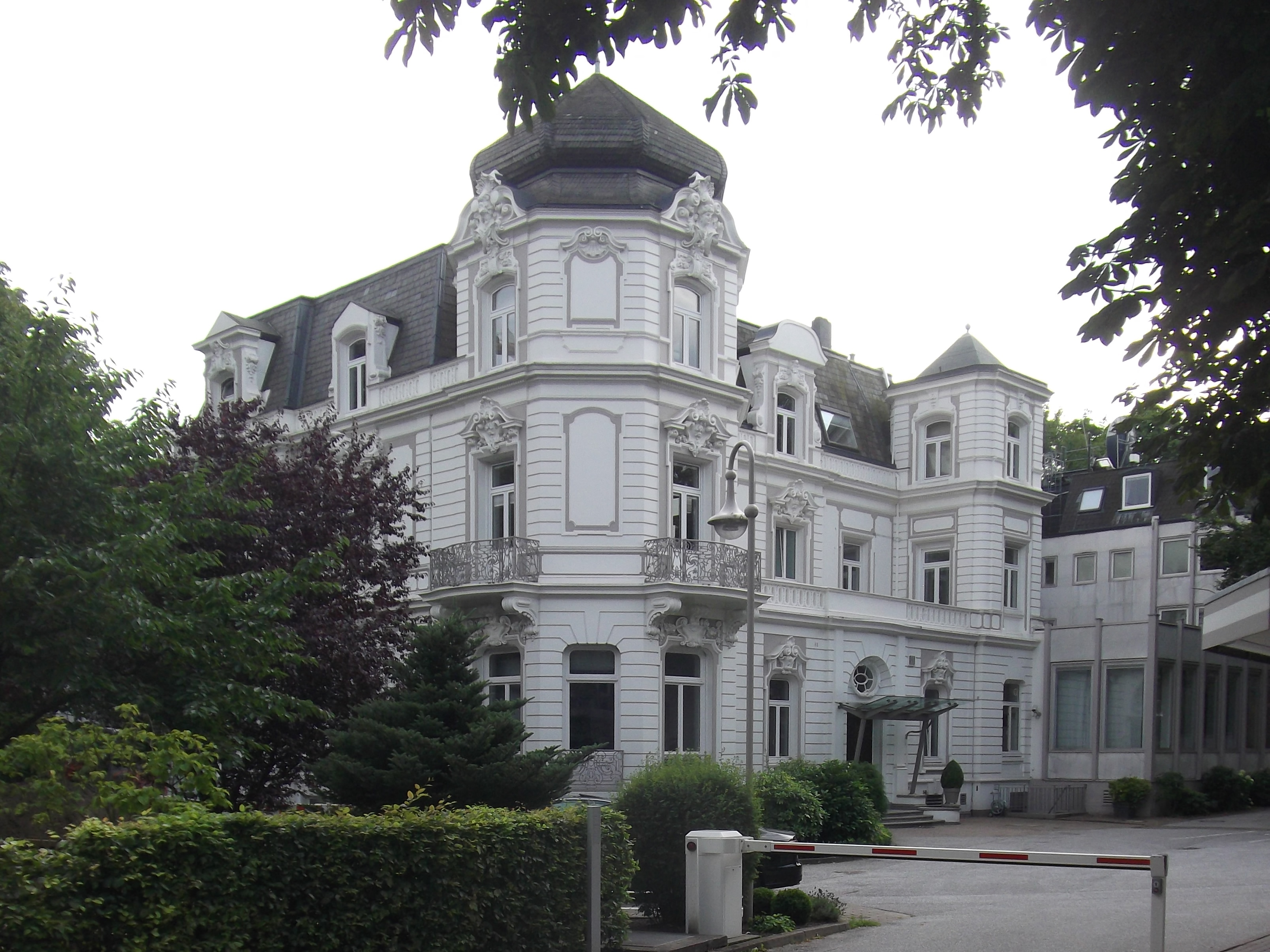
Palais Dollmann, Mittelweg in Hamburg (2015)

Auch war er Mitgesellschafter der Tabakbaugesellschaft Kamerun, der Moliwe Pflanzungs-Gesellschaft für Kakao und Kautschuk und der Westafrikanischen Pflanzungsgesellschaft Bibundi (WAPB), welche im damaligen Schutzgebiet Kamerun 13.000 Hektar Land besaß.
Er heiratete am 3. Februar 1881 Olga Maria Krogmann (* 1861), mit der er zwei Söhne und zwei Töchter hatte. Im Februar 1892 bezogen Dollmann und seine Familie am Mittelweg 28 in Hamburg-Harvestehude das von den Architekten Manfred Semper und Carl Krutisch für ihn entworfene und inzwischen unter Denkmalschutz gestellte Palais Dollmann, seit 1949 Hauptsitz der Deutschen Presse-Agentur.
1897 stiftete er für das Vereinshospital und Pflegerinnen-Asyl des Vaterländischen Frauenhilfsvereins zu Hamburg (VFV) am Schlump, für das ein Jahr zuvor der Grundstein gelegt worden war, einen ersten der gerade erfundenen Röntgenapparate.
Bis zu seinem Todesjahr 1907 war er Aufsichtsratsmitglied der „Hanseatische Kolonisations-Gesellschaft“ – Rechtsnachfolgerin vom Colonisations-Verein von 1849 in Hamburg – und stellvertretendes Aufsichtsratsmitglied der Moliwe Pflanzungs-Gesellschaft.